# Connecticut Sun 2009
La stagione 2009 delle Connecticut Sun fu l'11ª nella WNBA per la franchigia.
Le Connecticut Sun arrivarono quarte nella Eastern Conference con un record di 16-18, non qualificandosi per i play-off.

## Roster
| N° | Naz.                   | Ruolo | Sportivo        | Anno | Alt. | Peso |
| -- | ---------------------- | ----- | --------------- | ---- | ---- | ---- |
| 00 | Stati Uniti (bandiera) | A     | Tamika Whitmore | 1977 | 188  | 86   |
| 1  | Stati Uniti (bandiera) | GA    | Amber Holt      | 1985 | 183  | 76   |
| 4  | Stati Uniti (bandiera) | G     | Kiesha Brown    | 1979 | 178  | 61   |
| 7  | Francia (bandiera)     | C     | Sandrine Gruda  | 1987 | 193  | 84   |
| 10 | Lettonia (bandiera)    | G     | Anete Jēkabsone | 1983 | 175  | 82   |
| 13 | Stati Uniti (bandiera) | G     | Lindsay Whalen  | 1982 | 173  | 68   |
| 15 | Stati Uniti (bandiera) | A     | Asjha Jones     | 1980 | 188  | 90   |
| 20 | Stati Uniti (bandiera) | G     | Tan White       | 1982 | 170  | 70   |
| 22 | Stati Uniti (bandiera) | GA    | Barbara Turner  | 1984 | 183  | 83   |
| 25 | Stati Uniti (bandiera) | G     | Kristi Cirone   | 1987 | 173  | 62   |
| 31 | Australia (bandiera)   | G     | Erin Phillips   | 1985 | 170  | 73   |
| 33 | Stati Uniti (bandiera) | C     | Chante Black    | 1985 | 196  | 85   |
| 41 | Stati Uniti (bandiera) | A     | Kerri Gardin    | 1984 | 185  | 75   |
| 44 | Stati Uniti (bandiera) | A     | Lauren Ervin    | 1985 | 193  | 82   |

## Staff tecnico
- Allenatore: Mike Thibault
- Vice-allenatori: Bernadette Mattox, Scott Hawk
- Preparatore atletico: Jeremy Norman
- Preparatore fisico: Jodi Hopkins